# Rudniki (Kielce)
Pour les articles homonymes, voir Rudniki.
Rudniki est une localité polonaise de la gmina de Łopuszno, située dans le powiat de Kielce en voïvodie de Sainte-Croix.